# Alblimes

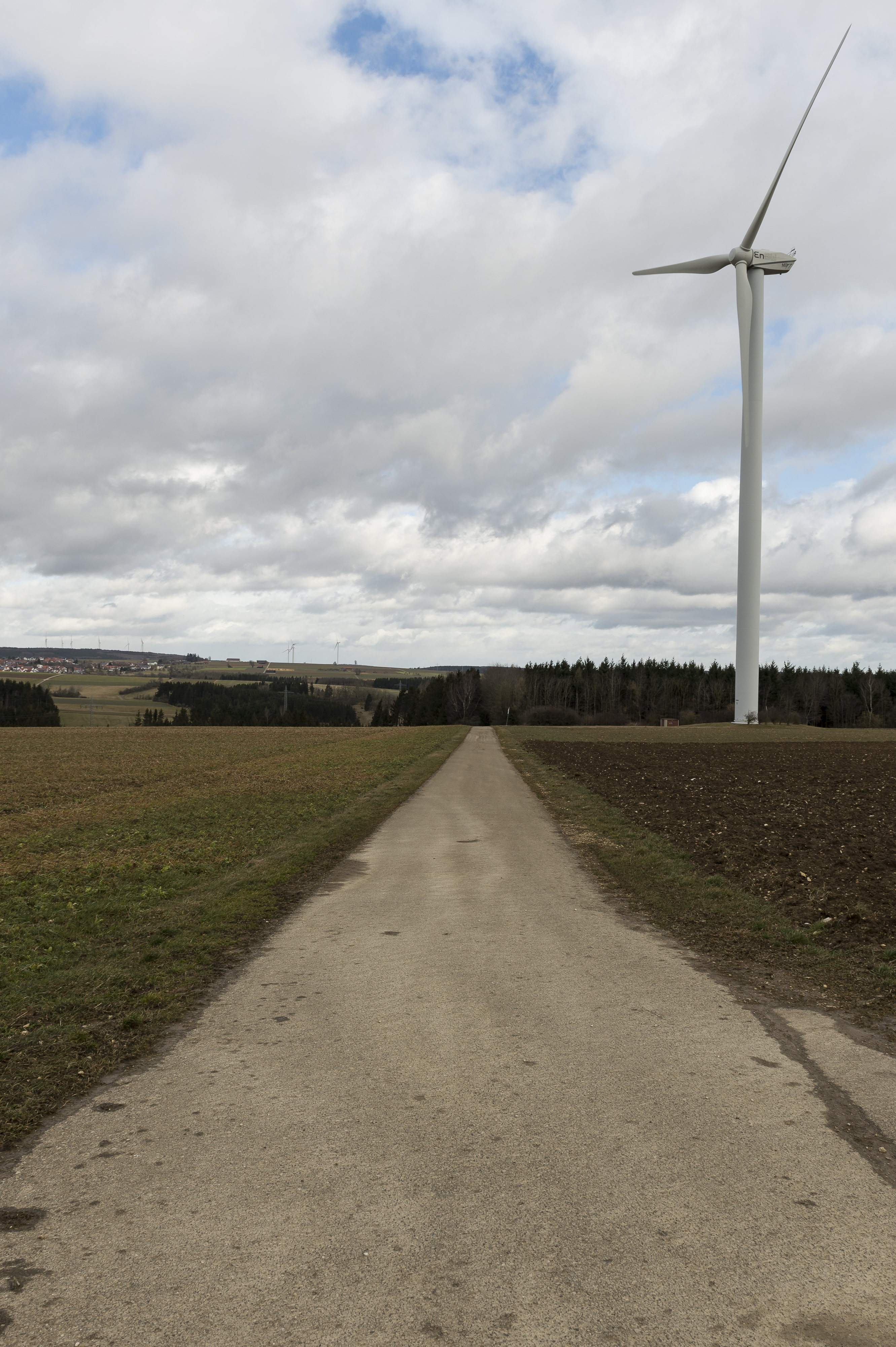
Verlauf des Alblimes zwischen Urspring und Heidenheim bei Gussenstadt. An dieser Stelle wurde 1977 ein Profil der Römerstraße aufgenommen, bevor sie im Zuge der Flurbereinigung planiert und durch die heutige Straße ersetzt wurde.

Der Alblimes ist eine römische Grenzlinie (Limes) des späten 1. Jahrhunderts n. Chr. auf der Schwäbischen Alb. Der Alblimes erstreckte sich über eine Länge von knapp 135 Kilometern von Rottweil (lateinisch: Arae Flaviae) im Südwesten bis Heidenheim an der Brenz (lateinisch: Aquileia) im Nordosten.

## Verlauf

Möglicher Straßenverlauf des Alblimes

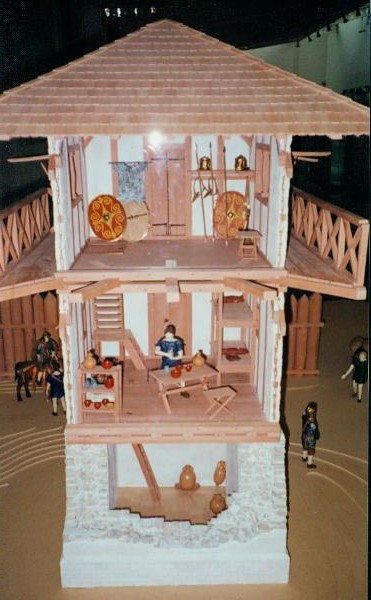
Innenansicht eines Wachturms am Obergermanisch-Rätischen Limes

Der Alblimes bestand aus einer Kette von Kastellen, von denen die meisten an der Rhein-Donau-Wasserscheide, also auf der Kammlinie der Alb, lagen. Der Alblimes war nicht mit Wall, Graben, Mauer oder Palisade befestigt, vielmehr markierte hier die Straße zwischen den Kastellen die Grenzlinie.
Der größere Teil des Alblimes lag auf dem Gebiet der römischen Provinz Raetia, nur die westlichen Kastelle Lautlingen, Geislingen am Riedbach, Rottweil und Sulz befanden sich in der Provinz Germania superior.

## Geschichte
Der Alblimes entstand im Zuge des Baus der Kinzigtalstraße und der Gründung des römischen Rottweil im Jahre 73/74 n. Chr. Zumindest die südwestlichen Kastelle des Alblimes in Lautlingen (Kastell Lautlingen), sowie die vorgelagerten Kastelle in Sulz am Neckar (Kastell Sulz) und Geislingen-Hasenbühl (Kastell Geislingen/Häsenbühl) dürften gleichzeitig entstanden sein.
Nicht ganz gesichert ist die Datierung der weiteren Kastelle des Alblimes in Burladingen-Hausen (Kastell Burladingen), Gomadingen (Kastell Gomadingen), Römerstein-Donnstetten (Clarenna), Urspring (Ad Lunam) und Heidenheim (Aquileia). Überwiegend wird die Gründung im Jahre 74 n. Chr. angenommen, aber auch eine Entstehung erst unter Kaiser Domitian um 84 n. Chr. gilt als möglich. Genaueres kann mangels exakt datierbarer Funde bisher nicht gesagt werden. Bislang wurde erst das Kastell in Urspring durch Ausgrabung erforscht.
Der westliche Teil des Alblimes von Rottweil bis Donnstetten markierte nur für kurze Zeit die Außengrenze des römischen Reichs, nämlich bis zur Vorverlegung der Grenze vom Rhein an Odenwald und Neckar unter Kaiser Trajan (vermutlich) im Jahre 98 n. Chr. (siehe: Lautertal-Limes und Neckar-Odenwald-Limes). Der östliche Teil des Alblimes von Donnstetten bis Heidenheim blieb hingegen bis um 122 n. Chr. Außengrenze des römischen Reichs. Spätestens um diese Zeit verlor der Alblimes seine militärische Bedeutung.

## Zusammenhang mit der Donautalstraße
Südlich des Alblimes verläuft die aus claudischer Zeit stammende Donautalstraße, in der Literatur auch Donausüdstraße genannt, weil sie ihren Verlauf parallel südlich der Donau nimmt. Diese römische Fernstraße wurde zwischen 41 und 54 n. Chr. zusammen mit den Kastellen der älteren Donaulinie des Rätischen Limes erbaut. Sie bildete mit der Donau selbst die Grenze zum freien Germanien und entwickelte sich spätestens mit dem Bau der Kinzigtalstraße 73/74 n. Chr. zu einer strategisch und logistisch bedeutenden Ost-West-Verbindung zwischen den Legionslagern der germanischen Provinzen und dem Balkan.

## Besonderheit
Ende der 1990er Jahre wurden die Reste einer 1976 entdeckten antiken Befestigung bei Deggingen im oberen Filstal als römisches Kastell erkannt. Diese Anlage (etwa zwölf Kilometer nordöstlich von Donnstetten) diente offenbar als Flankenschutz im Vorfeld des Limes, der hier eine ziemlich tiefe Einbuchtung aufwies, und ist ein Hinweis auf die Bedeutung von Donnstetten (Clarenna) in römischer Zeit. Das Kastell Deggingen erklärt außerdem zumindest teilweise, wieso die römische Straße von Köngen am Neckar (lateinisch: Grinario) nach Donnstetten außerhalb des Lautertal-Limes (also aus römischer Sicht in Feindesland) verlaufen konnte.
Teilweise werden auch die römischen Kastelle in Essingen, Oberdorf am Ipf (Opia), Munningen (Losodica) und Nördlingen (Septemiacum?) dem Alblimes zugerechnet. Sie sind vermutlich um 84 n. Chr. entstanden.